# 975 Perseverantia
Perseverantia è un asteroide della fascia principale del diametro medio di circa 26,49 km. Scoperto nel 1922, presenta un'orbita caratterizzata da un semiasse maggiore pari a 2,8335341 UA e da un'eccentricità di 0,0353669, inclinata di 2,55953° rispetto all'eclittica.
Stanti i suoi parametri orbitali, è considerato un membro della famiglia Coronide di asteroidi.
L'asteroide fu battezzato così da Joseph Rheden e Anna Palisa, la moglie dello scopritore, in onore di Johann Palisa dopo la sua morte.